# لاپانو
لاپانو (به ایتالیایی: Lappano) یک کومونه در ایتالیا است که در استان کزنتزا واقع شده‌است. لاپانو ۱۲ کیلومتر مربع مساحت و ۹۷۰ نفر جمعیت دارد و ۶۵۰ متر بالاتر از سطح دریا واقع شده‌است.